# Canadá nos Jogos Olímpicos de Inverno de 2014
O Canadá participou dos Jogos Olímpicos de Inverno de 2014, realizados na cidade de Sóchi, na Rússia. O país participa dos Jogos de Inverno desde 1924, a primeira edição, em Chamonix, França.

## Medalhas
| Jennifer Jones Kaitlyn Lawes Jill Officer | Dawn McEwen Kirsten Wall |

| Meghan Agosta-Marciano Gillian Apps Mélodie Daoust Laura Fortino Jayna Hefford Haley Irwin Brianne Jenner Rebecca Johnston Charline Labonté Geneviève Lacasse | Jocelyne Larocque Meaghan Mikkelson-Reid Caroline Ouellette Marie-Philip Poulin Lauriane Rougeau Natalie Spooner Shannon Szabados Jenn Wakefield Catherine Ward Tara Watchorn Hayley Wickenheiser |

| Caleb Flaxey Ryan Fry E. J. Harnden | Ryan Harnden Brad Jacobs |

| Jamie Benn Patrice Bergeron Jay Bouwmeester Jeff Carter Sidney Crosby Drew Doughty Matt Duchene Ryan Getzlaf Dan Hamhuis Duncan Keith Chris Kunitz Roberto Luongo Patrick Marleau | Rick Nash Corey Perry Alex Pietrangelo Carey Price Patrick Sharp Mike Smith Martin St. Louis P. K. Subban John Tavares Jonathan Toews Marc-Édouard Vlasic Shea Weber |

| Patrick Chan Meagan Duhamel Scott Moir Kirsten Moore-Towers Dylan Moscovitch | Kaetlyn Osmond Eric Radford Kevin Reynolds Tessa Virtue |

| Marie-Ève Drolet Jessica Hewitt | Valérie Maltais Marianne St-Gelais |

Legenda
| Recorde mundial      | Recorde mundial (World record)               |                       | Recorde africano                      | Recorde africano (African) |                                           | Q | Classificado por posição (Qualified) |
| Recorde olímpico     | Recorde olímpico (Olympic record)            | Recorde da América    | Recorde da América (Americas)         | q                          | Classificado por melhor tempo (Qualified) |   |                                      |
| Melhor marca do ano  | Melhor marca do ano (World leading)          | Recorde asiático      | Recorde asiático (Asian)              | DNS                        | Não largou (Did not start)                |   |                                      |
| Recorde nacional     | Recorde nacional (National record)           | Recorde europeu       | Recorde europeu (European)            | DNF                        | Não terminou (Did not finish)             |   |                                      |
| Recorde pessoal      | Recorde pessoal do atleta (Personal best)    | Recorde da Oceania    | Recorde da Oceania (Oceania)          | DSQ / DQ                   | Desclassificado (Disqualified)            |   |                                      |
| Recorde da temporada | Recorde da temporada do atleta (Season best) | Recorde sul-americano | Recorde sul-americano (South America) | NM                         | Sem marca (No mark)                       |   |                                      |